# 말하는 강아지 마사
말하는 강아지 마사(영어: Martha Speaks)는 수잔 메도가 1992년에 발표한 같은 이름의 동화책을 기반으로 한 미국-캐나다 어린이 교육용 애니메이션 TV 시리즈이다. 한국에서는 2010년 10월 19일을 기해 투니버스에서 방영되었다.

## 등장인물
- 이자명: 마사
- 이지영: 헬렌
- 박경혜: 엄마/로날드
- 김장: 아빠
- 손종환: 박사/칼
- 이현진: TD
- 김보영: 캐롤리나/플로
- 안영미: 트루먼/덴슨
- 김현심: 클러스키 선생님
- 박리나: 앨리스 (시즌 1~2)
  - 임윤선: 앨리스
- 김영은: 제이크
- 선호제: 바딘치 선생님/프라블럼/CK
- 김새해: 여경찰/TD의 엄마
- 김율: 브렌다/티파니/레지날드
- 정혜원: 크리스티나/수의사
- 소정환: 소방서 대장/오티스
- 강호철: 카즈오
- 김국진: 학교수위
- 최준영: 래즐로
- 최재익: 국장
- 김명준: 네드/가수
- 김정훈: 루이/서장
- 한신: 래리/플랩잭
- 여윤미: CD
- 김채하: 마일로/범블크럼
- 권성혁: 조지/마일로의 아빠
- 방연지: 여경/앵무새